# Gułtowy
Gułtowy (niem. Gulten) – wieś w Polsce, położona w województwie wielkopolskim, w powiecie poznańskim, w gminie Kostrzyn.

## Położenie
Gułtowy leżą na Równinie Wrzesińskiej. W pobliżu przebiega linia kolejowa Poznań-Warszawa (przystanek kolejowy Gułtowy).

## Historia
Wieś wzmiankowana po raz pierwszy w 1311 r. jako Golutow, gdy wymieniony był Janusius de Golutow, do końca XV wieku należała do rodu Grzymalitów. W 1578 wchodziła jako wieś kościelna Gultowo w skład powiatu pyzdrskiego. Pierwszy, drewniany kościół istniał na początku XVI wieku. W XVI wieku wieś przeszła w posiadanie Leszczyców Gułtowskich. Kolejnymi właścicielami (w XVIII wieku) były rodziny Skaławskich i Słuckich, później (od 1776 r.) Bnińskich, w XIX wieku Ostrowskich. Później Gułtowy powróciły we władanie Bnińskich, w rękach których pozostały aż do 1939 r. Pod koniec XIX wieku administracyjnie Gułtowy wchodziły w skład powiatu średzkiego. Wieś liczyła wtedy 33 domostwa i 340 mieszkańców. Na dominium Gułtowy składała się wieś i folwark Nowojewo (17 domostw i 265 mieszkańców wyznania katolickiego). Ostatnim właścicielem był Adolf Rafał Bniński.
We wrześniu 1939 koło wsi funkcjonowało polowe lądowisko 3. poznańskiego dywizjonu myśliwskiego (elementu Armii Poznań), z którego startowały samoloty PZL P.11c.
W latach 1954–1968 wieś należała i była siedzibą władz gromady Gułtowy, po jej zniesieniu w gromadzie Kostrzyn. W latach 1975–1998 miejscowość położona była w województwie poznańskim.

## Zabytki
- barokowy pałac[9] Bnińskich, wybudowany w latach 1780-1786[6] według projektu Ignacego Graffa[10]. Przekazany przez rodzinę Bnińskich Uniwersytetowi im. Adama Mickiewicza w Poznaniu[12]. Wcześniej był siedzibą dyrekcji Kombinatu PGR[10].
  - park krajobrazowy z II połowy XVIII wieku w zespole pałacowym[13]
  - oficyna pałacowa z 1780 roku[13]
- kościół św. Kazimierza z 1737-1738 r.[13], jednonawowy, o budowie szachulcowej z dachem krytym gontem. Fundatorem był Marcin Skaławski, skarbnik poznański[8]. W 1784 r., przy zakrystii dobudowano ceglaną, neogotycką kaplicę grobową Bnińskich. Drewniana wieża pochodzi z 1834 r. Polichromia wnętrza z lat 1750–1760. Wyposażenie świątyni jest rokokowe (ołtarz z obrazem Matki Boskiej z Dzieciątkiem, ambona, konfesjonały).

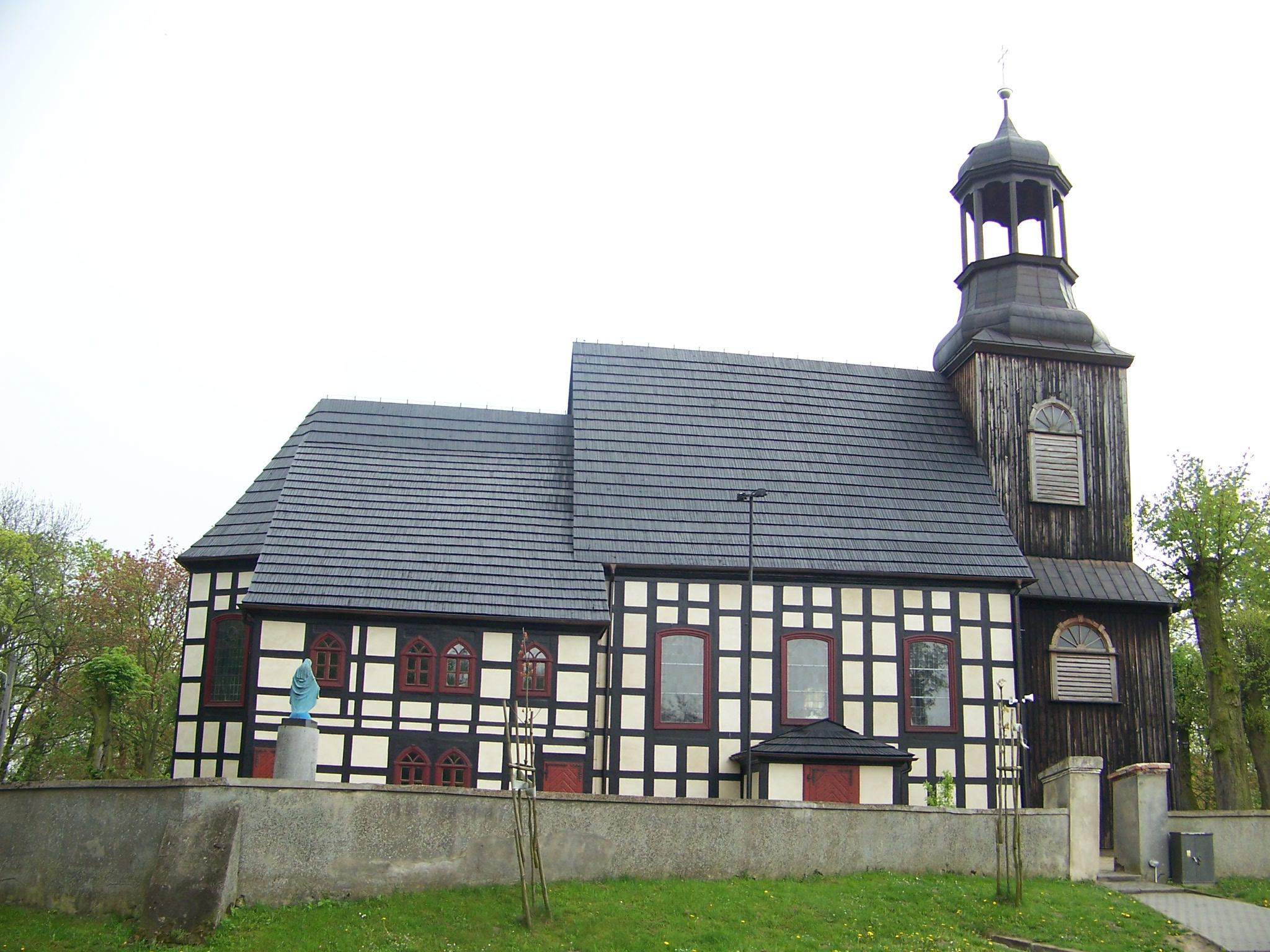
Kościół św. Kazimierza w Gułtowach
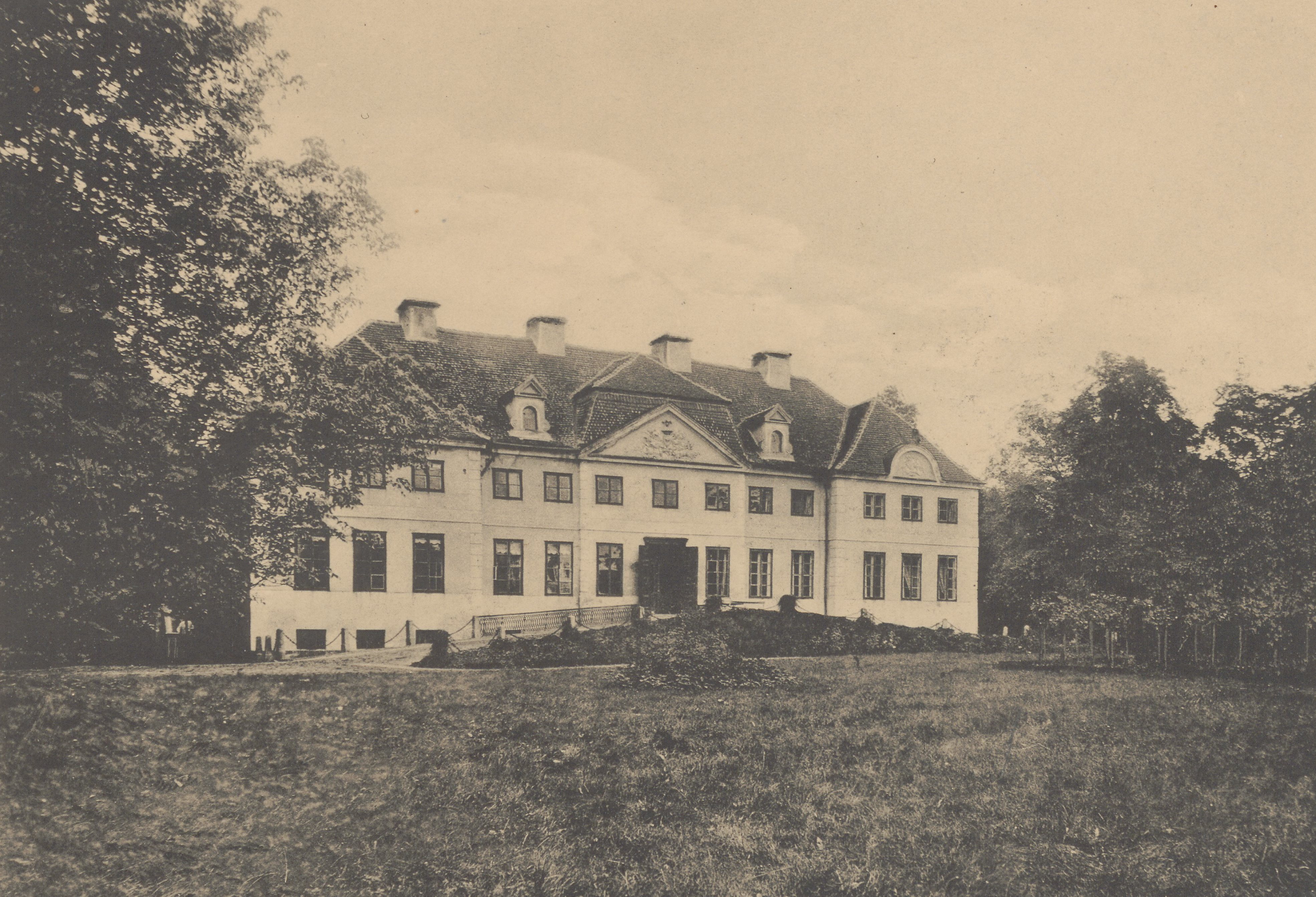
Widok pałacu przed 1912

## Turystyka
Przez Gułtowy prowadzi niebieski szlak pieszy z Promna do Marzenina przez Wagowo i Giecz.